# Château de Chuet
Le château de Chuet (ou Chouet, Chuit, Chuyt), est une ancienne maison forte, du XIIIe siècle, qui se dresse sur la commune de Saint-Pierre-en-Faucigny dans le département de la Haute-Savoie en région Auvergne-Rhône-Alpes.

## Situation
Le château de Chuet est situé dans le département français de la Haute-Savoie sur la commune de Saint-Pierre-en-Faucigny, dans l'ancienne province du Faucigny, à proximité de Bonneville. Il se situait en limite de l'ancienne commune de Saint-Maurice-de-Rumilly, devenue en 1965 Saint-Pierre-de-Faucigny, où se trouvaient ses dépendances (fermes, prés, champs).

## Historique
Le château de Chuet fut construit et occupé au cours du XIIIe siècle par une branche cadette des sires de Faucigny : Rodolphe de Faucigny, dit de Chuyt, fils de Rodolphe de Faucigny le Teutonique, appartenant à la branche des Faucigny-Lucinge,. Il est mentionné sous les formes Chuyt ou Chuit, devenu depuis Chuet.
Vers 1250, on cite un Guillaume de Chuet (parfois dénommé Chuyt ou encore Chuit) comme un cousin et vassal du sire de Faucigny, Aimon II (1202-1253). Selon Salch, la maison forte est fondée en 1317.
La bâtisse faisait partie d'un ensemble fortifié avec le château de Vosérier appelé « La Tour de Vozérier » (commune d'Amancy, ruines rasées en 1989), Castel-Gaillard et du moulin fortifié de Moëllesulaz (commune de Thônex en Suisse), destiné à défendre les terres de Faucigny aux confins des terres du Genevois.
Le seigneur Nicod de Chuit (Chuet) épouse Pernette de Montfort. Morts sans descendance, le château passe, par testament, à des parents de Pernette de Montfort, les nobles du Frenoy, en 1402. Jean du Fresnoy hérite ainsi du château. Son descendant, Alexandre du Fresnoy, ancien gouverneur de Nice et dernier descendant de la famille, meurt en 1545. Son neveu par alliance, Jean Martin, époux de Françoise-Nicolarde du Fresnoy, fille de Jean, hérite du château et des titres à condition qu'il prenne le nom et les armes — d'or à la fleur de lys de sable — des nobles du Fresnoy,,. La famille Martin du Fresnoy prend ainsi naissance. L'un d'entre eux, Joseph Martin du Fresnoy, est institué marquis de Cluses et Châtillon par le roi Victor-Amédée II, en 1700. Le dernier mâle de la famille, Louis Martin du Fresnoy, meurt en 1764. À sa mort, ses biens dont les châteaux de Chuet et de Châtillon-sur-Cluses passent à son neveu Pierre-Joseph de Planchamp de Bonneville,,.
La petite-fille de Louis de Planchamp de Châteaublanc, marquis de Cluses, épouse Hippolyte de Rivérieulx de Chambost en mai 1830,. Il meurt en mai 1873 après avoir transmis le château à son fils, Louis, qui épousa Marie Pernet de Monterno, sa cousine germaine, le 21 mai 1866. Seuls leurs enfants Hubert et Marie-Louise, membre d'une fratrie de 10, vécurent au château. Marie-Louise épousa en 1893 René Durand de Gevigney. Un des fils, Georges, capitaine au onzième bataillon de chasseurs alpins mourut à trente ans, le 20 juillet 1916. Le vicomte Louis de Chambost mourut le 8 septembre 1919 et la vicomtesse en 1927.
Les lieux sont achetés en 1937-1938 par Ajax Lalliard et ses deux fils, Paul et Henri, qui y installent une parqueterie tout en sauvegardant le château. Il appartient toujours à la famille.

## Description
Le château est composé de nos jours de trois parties. On distingue ainsi pour la partie sud d'une habitation carrée à deux étages datant du XIIIe siècle. Les murailles sont composées de murs de 160 cm d'épaisseur et de beaux appartements spacieux donnant sur une terrasse qui elle-même offre une vue sur le jardin et le parc d'une superficie de trois hectares et demi,. Dans la partie nord, un corps de logis de seulement 1 étage datant de la seconde moitié du XIXe siècle. Entre ces deux bâtiments, à l'est, on trouve un donjon carré à quatre étages, percé dans sa partie supérieure d'une dizaine de meurtrières et flanqué au sud-ouest d'une échauguette carrée avec mâchicoulis surplombant la porte d’accès à la terrasse. Huit fenêtres viennent éclairer ce dernier étage. On peut y découvrir deux cloches, l'une avec son battant qui sonnait à la volée, l'autre avec un seul marteau qui se contentait de tinter.
Au pied du donjon, au couchant, se trouve l'entrée principale du château. Elle est précédée d'un large perron. Sur le fronton, les armes de la famille de Planchamp de Cluses (« d'argent au chêne naissant en pointe de sinople englanté d'or, au chef de gueules denché d'or ») sont sculptées. À demi enchâssé dans la partie gauche de la façade on peut voir un petit boulet de canon en pierre.
Une grande maison a été édifiée à côté.
À l'entrée se trouve le grand salon du comte de Chambost avec son magnifique poêle à bois recouvert de faïences de Delft du XVIIe siècle assorties à la décoration du manteau de la grande cheminée. On accède à ce salon par quatre grandes portes dont les boiseries sont surmontées de blasons sculptés aux armes des Rivérieulx de Chambost pour le côté gauche et de celles des Planchamp de Cluses du côté droit. 
Au rez-de-chaussée, en plus du grand salon s'alignent le petit salon et la cuisine, trois chambres donnant sur la terrasse, le jardin à la française, la pièce d'eau circulaire avec son jet d'eau central et le parc. Dans le prolongement de la pièce d'eau une allée de 200 mètres bordée de charmes conduit jusqu'à l'ancienne carpière, bassin de 40 mètres de long et 10 mètres de large, alimentée par une fontaine dominée par une statue de la Vierge (lieu-dit : La Crapaudière).
Le bel escalier de pierre du donjon se termine au niveau des combles du bâtiment principal. Spacieux, 16 mètres sur 14 mètres, ils sont traversés par les poutres soutenant le toit d'ardoise.

## Possessions
Le château est la possession, de :
- XIIIe siècle : Famille de Chuet, cousine et vassale des sires de Faucigny
- 1402 : Famille du Fresnoy par mariage
- 1545 : Par héritage passe à Jean Martin dit du Fresnoy
- 1785 : Planchamp de Cluses
- 1830 : Hippolyte de Rivérieulx de Chambost, qui épouse en secondes noces une Planchamp, fille du marquis de Cluses. Par héritage, il passe à son fils Louis en 1873[2].
- 1937: Ajax Lalliard et ses fils Paul et Henri[10].